# Sfax Railways Sports
L'Sfax Railways Sports, també conegut com a Railways o ٍُSRS (àrab: نادي سكك الحديد الصفاقسي, Nādī Sikak al-Ḥadīd aṣ-Ṣafāqusī, ‘Club Ferroviari de Sfax’), és un club esportiu tunisià de la ciutat de Sfax.
Va ser fundat l'any 1920. Romangué 34 temporades a la primera divisió tot i que la temporada 1994-95 fou la darrera en aquesta categoria i actualment milita a la Ligue Professionnelle 3.

## Palmarès
- Lliga tunisiana de futbol[2]
  - 1933/34, 1952/53, 1967/68